# Jeffrey Dahmer: The Secret Life
Jeffrey Dahmer: The Secret Life es una película estadounidense de crimen verdadero, lanzada en 1993. Está protagonizada por Carl Crew como Jeffrey Dahmer, un asesino en serie estadounidense, necrófilo y caníbal.
La película es un relato del estilo de vida de Dahmer como un asesino en serie. Cuando finalmente fue capturado, se reveló que su departamento era una cámara de los horrores, donde torturaba a sus jóvenes víctimas hasta matarlos, aunque en realidad él se aseguraba de que estuvieran inconscientes mientras realizaba sus actos atroces. Luego cortó los cuerpos y almacenó las partes en su congelador, entre otros lugares. La vida secreta se produjo varios años antes de que Dahmer fuera asesinado en prisión.

## Reparto
- Carl Crew como Jeffrey Dahmer.
- Cassidy Phillips como Steven.
- Donna Stewart Bowen como Madre.
- Jeanne Bascom como Abuela.
- G-Jo Reed como Steve (as G. Joe Reed).
- Christopher 'CJ' Smith como Jeffrey Dahmer (joven).
- Rowdy Jackson como Richard.
- Andrew Christian English como Anthony (como Andrew English).
- Alex Scott como Ronald.